# Потапейко Володимир Дмитрович
Володимир Дмитрович Потапейко (1907, село Гарожа Бобруйського повіту Мінської губернії, тепер Осиповицького району Могильовської області, Республіка Білорусь — 14 грудня 1941, в'язниця НКВС № 12 міста Саратова, тепер Російська Федерація) — білоруський радянський діяч, 3-й секретар ЦК КП(б) Білорусії. Член Бюро ЦК КП(б) Білорусії з 20 червня до 25 жовтня 1937 року.

## Життєпис
Народився в бідній селянській родині. У 1924 році закінчив семирічну школу в місті Свіслоч Бобруйського повіту. У 1924 році вступив до комсомолу.
У листопаді 1924 року працював у сільському господарстві батька в селі Чутче Свіслоцького району.
У листопаді 1924 — лютому 1926 року — голова сільської ради села Кос'є Свіслоцького району.
Кандидат у члени РКП(б) з липня 1925 року, член ВКП(б) з серпня 1926 року.
У лютому 1926 — вересні 1927 року — секретар Свіслоцького районного народного суду.
У вересні 1927 — лютому 1928 року — працівник Свіслоцького районного бюро юних піонерів та завідувач агітаційно-пропагандистського відділу Свіслоцького районного комітету ЛКСМ Білорусії.
З лютого до грудня 1928 року працював головою групового комітету спілки Бобруйського окружного адміністративного відділу.
У грудні 1928 — вересні 1930 року — суддя Жлобинського районного народного суду Білоруської РСР.
У вересні 1930 — травні 1933 року — студент Білоруського державного інституту радянського права в Мінську, здобув спеціальність юриста.
У травні — серпні 1933 року — голова Центрального бюро студентських організацій Центральної ради профспілок білоруської СРР.
У серпні 1933 — березні 1934 року — завідувач сектору вузів, втузів та технікумів відділу кадрів ЦК КП(б) Білорусії.
У березні 1934 — лютому 1935 року — відповідальний інструктор ЦК КП(б) Білорусії.
У лютому 1935 — лютому 1936 року — секретар комітету КП(б) Білорусії Гомельського механізованого склозаводу імені Сталіна.
У лютому 1936 — червні 1937 року — 1-й секретар Житковицького районного комітету КП(б) Білорусії.
20 червня — 25 жовтня 1937 року — 3-й секретар ЦК КП(б) Білорусії. Одночасно з 30 липня до жовтня 1937 року входив до складу особливої трійки НКВС СРСР по Білоруській РСР.
У жовтні 1937 — липні 1938 року — начальник Управління у справах мистецтв при РНК Білоруської РСР.
11 липня (за іншими даними — 11 серпня) 1938 року заарештований органами НКВС Білоруської РСР. Лікувався у Могильовській психіатричній лікарні. Засуджений 29 травня 1940 року Військовою колегією Верховного суду СРСР до 15 років позбавлення волі у виправно-трудових таборах та до 5 років поразки у правах. 6 липня 1940 року виключений із ВКП(б). Відбував покарання у Саратовській в'язниці НКВС № 12, де й помер 14 грудня 1941 року.
Посмертно реабілітований Військовою колегією Верховного Суду СРСР 25 грудня 1954 року. Відновлений в членах КПРС 4 липня 1959 року.